# Straight Time
Straight Time is een Amerikaanse film uit 1978 van regisseur Ulu Grosbard. De hoofdrollen worden vertolkt door Dustin Hoffman, Theresa Russell en M. Emmet Walsh. De film is gebaseerd op de roman No Beast So Fierce van de gewezen overvaller Edward Bunker. Na een misdaadcarrière belandde Bunker in Hollywood, waar hij als "misdaadkenner" meehielp aan enkele filmproducties. Hij is vooral bekend voor zijn rol in Reservoir Dogs (1992) van Quentin Tarantino.

## Verhaal
Wanneer inbreker Max Dembo in Los Angeles voorwaardelijk wordt vrijgelaten, besluit hij zijn leven te beteren. Hij wil niet meer in de criminaliteit belanden en hoopt een leven uit te bouwen met zijn nieuwe vriendin Jenny. Maar op een dag krijgt hij bezoek van reclasseringsambtenaar Earl en die ontdekt dat Max drugs gebruikt heeft.
De drugs die Earl vond, zijn afkomstig van Maxs vriend Willy. Maar dat kan Earl niets schelen: Max moet terug de gevangenis in. Na een nieuwe vrijlating neemt Max wraak. Hij vernedert Earl op een publieke plaats en stapt terug de criminaliteit in. Hij organiseert een overval op een juwelierszaak en kiest resoluut voor het foute pad. Voor de overval rekent Max op twee vrienden, Willy en Jerry. De overval is een succes, maar dan blijkt dat Willy met de vluchtauto verdwenen is. Jerry en Max proberen al lopend te ontsnappen aan de politieagenten. Jerry wordt doodgeschoten en Max staat er nu alleen voor.
Na een succesvolle vlucht gaat Max op zoek naar Willy. Hij is kwaad en vermoordt Willy. Wat later wil hij samen met Jenny vertrekken, maar beseft dan dat dat niet zijn oorspronkelijke bedoeling was. Max wil dat ze hem oppakken. Hij bedenkt zich en keert alleen terug naar Los Angeles.

## Rolverdeling
| Acteur             | Personage    |
| ------------------ | ------------ |
| Dustin Hoffman     | Max Dembo    |
| Theresa Russell    | Jenny Mercer |
| Gary Busey         | Willy Darin  |
| Harry Dean Stanton | Jerry Schue  |
| M. Emmet Walsh     | Earl Frank   |
| Kathy Bates        | Selma Darin  |

## Productie
Begin jaren 70 schreef de gedetineerde Edward Bunker het boek No Beast So Fierce in de gevangenis. De roman verscheen in 1973. Nadien kocht acteur Dustin Hoffman de filmrechten. Hij benaderde het project heel persoonlijk en hoopte het verhaal te kunnen verfilmen. De originele roman werd door Jeffrey Boam, Alvin Sargent en Edward Bunker zelf omgevormd tot een scenario. Ook de nog jonge Michael Mann sleutelde mee aan het script, dat later als basis zou dienen voor het personage Neil McCauley in de film Heat (1995) van Mann.
Dustin Hoffman kroop uiteindelijk zelf in de regisseursstoel en nam ook de hoofdrol voor zijn rekening. Na enkele dagen gaf hij de regie echter op en werd Ulu Grosbard aangewezen als regisseur. Desondanks wilde Hoffman nog wel steeds het laatste woord hebben. Toen hij na de eindmontage de film opeiste, weigerde filmstudio Warner Brothers die te geven. Hoffman stapte daarop naar de rechter.
De film kwam in 1978 uit en werd geen groot succes, maar ook zeker geen flop. Ook de meningen van de filmrecensenten waren zeer verdeeld.